# Stiv Bators
Steven John Bator (22 de octubre de 1949 - 4 de junio de 1990), conocido como Stiv Bators, fue un cantante y guitarrista estadounidense, nacido en Ohio. Se lo recuerda por haber sido líder y cantante de las bandas de punk rock Dead Boys y post-punk The Lords of the New Church.

## Biografía

### Carrera
A lo largo de su vida, Bators trabajó con varias bandas aparte de aquellas por las que es conocido. Algunas de éstas son Rocket From The Tombs, Frankenstein, The Wanderers y The Whores of Babylon (con Dee Dee Ramone y Johnny Thunders). También grabó un disco en solitario con Bomp! Records. Sin embargo, fue al frente de los Dead Boys cuando formó parte de la creación del punk rock. Bators y los Dead Boys aparecieron en varias películas independientes sobre el punk rock como “Punking Out” (1978), “Live at CBGB’s” (1977) y Crash ‘n’ Burn (1977). En aquella época, la banda también se convirtió en uno de los shows habituales del CBGB’s, el legendario club de Nueva York.
Tras la desaparición de los Dead Boys en 1979, la relación entre Bators, Bomp! Records y el presidente de la discográfica, Greg Shaw, fue de mal en peor; Según Shaw "Lo que más quería era escapar del peso de su imagen de Dead Boys y ganarse el respeto como cantante de pop rock contemporáneo." Bators grabó varios singles, de los cuales la mayor parte no fueron publicados, y un LP, Disconnected, publicado en 1980. En 1994 se publicó el álbum L.A. L.A., documentando el trabajo de Bators como cantante de pop-punk. 
Más tarde, una vez que estaba viviendo en Londres, Bators creó la banda The Wanderers con algunos de los miembros del recién disuelto grupo inglés Sham 69. Esta banda no llamó demasiado la atención, aunque llegaron a publicar dos singles y un álbum conceptual, algo extraño en el contexto del punk rock, llamado Only Lovers Left Alive (1981). 
En 1981 creó la banda The Lords of the New Church junto con Brian James de The Damned y Dave Tregunna de Sham 69 (Bators y Tregunna ya habían tocado juntos antes en The Wanderers). Los Lords of the New Church se hicieron conocidos por sus conciertos. Siendo como era, un fan de Iggy Pop, Bators se había creado una reputación intrépida cuando estaba con los Dead Boys, que continuó exhibiendo con los Lords. 
Aparte de su carrera como músico, el cantante también apareció en algunas películas. En 1981 actuó en “Polyester”, dirigida por John Waters. Siete años más tarde también hizo un cameo en la comedia “Tapeheads”, en la que actuaban John Cusack y Tim Robbins, haciendo de “Dick Slammer”, el cantante de “The Blender Children”.
The Lords of the New Church se disolvió en 1989 cuando Bators se hirió la espalda y Brian James empezó a buscar en secreto un nuevo cantante. El grupo se disolvió en un agrio final cuando en su último concierto Bators tocó en los bises con una camiseta que tenía impreso en la delantera el anuncio del periódico de James.

### Vida
Hacia finales de los 70, Bators estuvo viviendo con la modelo y cantante Bebe Buell, madre de la entonces niña Liv Tyler en Maine. Más tarde, se mudó a Inglaterra y se casó con una mujer inglesa, que lo abandonó por uno de los miembros de Hanoi Rocks. Algunos años después de divorciarse se trasladó a París, donde conoció a una mujer con la que estuvo viviendo hasta su muerte. 

### Muerte
En el verano de 1990, Bators, que estaba ebrio, fue arrollado por un autobús cuando cruzaba la calle, inconscientemente Bators se levantó y dijo que estaba bien. Fue trasladado al hospital, aunque se dice que se marchó sin ser examinado por un médico después de esperar varias horas. Los informes dicen que murió mientras dormía a causa de una conmoción cerebral. 
Dave Tregunna dijo que Bators, que era fan de Jim Morrison, había pedido que extendieran sus cenizas sobre su tumba en París, y su novia accedió a ello. Sin embargo, John Waters, director de “Polyester”,  dijo que su novia había esnifado sus cenizas.
Irónicamente, Stiv es el único de los 3 “Whores of Babylon” que no murió de una sobredosis de heroína. Tanto Johnny Thunders como Dee Dee Ramone murieron por esta causa; Johnny en Nueva Orleans, menos de un año más tarde y Dee Dee poco después de su ingreso en El Salón de la fama del Rock n Roll.

## Tributo
Demolition 23 le dedicó una canción titulada "Dead Time Stories" (escrita por Michael Monroe, ex-Hanoi Rocks y Jude Wilder), la letra de la canción contiene varias referencias a Bators y su música perteneciente a su álbum homónimo "Demolition 23" que publicaron en 1994 y que es un álbum a la memoria de Bators. La banda también hizo una versión de "Ain’t Nothin To Do", del disco de Dead Boys Young, Loud & Snotty. 
Los dos álbumes Use Your Illusion de los Guns N’ Roses incluían la línea ‘Ain’t It Fun – Stiv Bators’ en sus libretos. Esta banda también publicó más tarde una versión de "Ain’t It Fun" como sencillo de promoción de su disco de versiones The Spaghetti Incident?, que también se publicó en su disco de grandes éxitos. 
The Bators es una banda de Montreal llamada así en tributo a Stiv Bators. 
La banda australiana Hard-Ons abrían su disco Most People Are A Waste Of Time (2006) con una canción llamada "What Would Stiv Bators Do?" (¿Qué haría Stiv Bators?).
El disco Neptuno Child de la banda china joyside es un tributo a Stiv Bators y Johnny Thunders.

## Discografía

### Con Dead Boys
- Álbumes de estudio
  - Young, Loud and Snotty - Sire Records 1977
  - We Have Come for Your Children - Sire Records 1978

- Discos posteriores
  - Night of the Living Dead Boys - Bomp! Records 1981
  - The Return of the Living Dead Boys - Revenge 1987 (Import/France)
  - Liver Than You'll Ever Be - Various Labels 1988 (Import/Various)
  - Younger, Louder and Snottier - Bomp! 1997
  - Twistin' on the Devil's Fork - Hell Yeah / Bacchus 1998
  - All This and More - Bomp! 1998
  - 3rd Generation Nation - Bad Boy Production 1999

- 7” Sencillos
  - Sonic Reducer - Sire Records 1977
  - Tell Me - Sire Records 1977
  - Search and Destroy - Revenge 1977 (Import/France)
  - Buried Gems - Cold Front 2000
  - Paul Sherry goes Back - The Paul Sherry Sessions 2007

### Con The Lords of the New Church
- Álbumes de estudio 
  - The Lords of the New Church (1982)
  - Is Nothing Sacred? (1983)
  - The Method to Our Madness (1984)

- Discos en vivo
  - Scene of the Crime (1988)
  - Live at the Spit (1988)
  - Second Coming (1989)
  - The Lord's Prayer II (2003)

- Recopilatorios
  - Killer Lords (1985)
  - The Lord's Prayer I (2002)

- Sencillos
  - Live for Today 12" (1983)
  - Psycho Sex 12"
  - Like a Virgin 12" (1985)
  - Dance with Me 12" (1987)

### Con The Wanderers
- Álbumes de estudio 
  - Only Lovers Left Alive (mayo de 1981)  reeditado en CD en el año 2000

- Sencillos
  - Ready to Snap (marzo de 1981)
  - The Times They Are A-Changin (julio de 1981)

### En solitario
- Álbumes de estudio
  - Disconnected (1980)
  - The Lord and the New Creatures (198?)
  - Live at the Limelight (1988)
  - I Wanna Be a Dead Boy... (1992)
  - L.A. L.A. (1994)
  - Sonic Reducer - Les Genies Du Rock (1994)
  - The Last Race (1996)
  - L.A. Confidential (2004)

- Sencillos
  - "It’s Cold Outside" (mayo de 1979)
  - "Circumstantial Evidence" (enero de 1980)
  - "Too Much To Dream" (12") (1980)
  - "Story In Your Eyes" (1986)
  - "Here’s A Heart" (12") (1988)
  - "King of the Brats" (7") (1994)

## Otras fuentes
- Wolff, Carlo (2006). Cleveland Rock and Roll Memories. Cleveland, OH: Gray & Company, Publishers. ISBN 978-1-886228-99-3.